# Rami Alanko
Rami Alanko (* 31. Dezember 1975 in Helsinki) ist ein ehemaliger finnischer Eishockeyspieler, der zuletzt bis 2009 bei den Espoo Blues aus der Liiga spielte.

## Karriere
Alanko begann seine Karriere in der Saison 1992/93 bei der U20-Nachwuchsmannschaft seines Heimatvereines Jokerit, wo er in den folgenden drei Spielzeiten in der Juniorenliga Nuorten SM-liiga auf dem Eis stand und mit der Mannschaft in der Saison 1995/96 den Meistertitel gewinnen konnte. In der folgenden Spielzeit war er für den Erstligisten HPK aktiv und absolvierte insgesamt 47 Partien in der höchsten Spielklasse Finnlands. In der Saison 1997/98 absolvierte der Defensivspieler zunächst sechs Partien in der ersten Mannschaft bei Jokerit, ehe er nach einem kurzen Gastspiel bei den Kloten Flyers aus der National League A erneut bei HPK anheuerte. Zwischen 1998 und 2002 trug der Finne dann abermals für vier Spielzeiten das Trikot von Jokerit und gewann mit der Mannschaft in der Saison 2001/02 die finnische Meisterschaft.
Zur Saison 2002/03 wechselte Alanko zum Ligakonkurrenten Espoo Blues und hatte wenig später erstmals sechs Einsätze für die finnische Eishockeynationalmannschaft, welche die einzigen internationalen Auftritte innerhalb seiner Karriere blieben. Zwischen 2003 und 2005 agierte der Rechtsschütze als Mannschaftskapitän bei den Blues, ehe er zur Saison 2005/06 in die schwedische Elitserien zum Färjestad BK wechselte und auf Anhieb die schwedische Meisterschaft gewinnen konnte. Während der laufenden Spielzeit 2006/07 unterschrieb der Verteidiger im Dezember 2006 bei den Frankfurt Lions aus der Deutschen Eishockey Liga und verblieb dort für den Rest der Saison.
Im Vorfeld der Saison 2007/08 kehrte Alanko zurück zu den Espoo Blues und bestritt dort die folgenden zwei Spielzeiten erneut als Kapitän. Nach drei aufeinanderfolgenden Gehirnerschütterungen innerhalb kurzer Zeit beendete der Finne im Jahr 2009 seine Karriere frühzeitig, nachdem er in der Saison 2009/10 lediglich zwei Partien für die Blues absolvieren konnte.

## Erfolge und Auszeichnungen
- 1996 Finnischer U20-Meister mit Jokerit
- 2002 Finnischer Meister mit Jokerit
- 2006 Schwedischer Meister mit Färjestad BK
- 2008 Finnischer Vizemeister mit den Espoo Blues